# Kepler (мікроархітектура)
Kepler — це мікроархітектура компанії NVIDIA, яка створена для високопродуктивних обчислень з акцентом на енергоефективності.

## Опис
Спрямованість попередньої архітектури Fermi була продуктивність, а Kepler розрахований на енергоефективність, програмованість та продуктивність.
Енергоефективність досягнута за рахунок використання уніфікованої тактової частоти (шейдерні блоки працюють на одній частоті з ядром). Відмова від моделі з незалежною частотою шейдерних блоків, яка використовувалася в попередніх GPU NVIDIA, дозволяє знизити енергоспоживання навіть при тому, що для досягнення продуктивності на рівні попередніх розробок, потрібно використовувати більшу кількість шейдерних ядер. Зменшення енергоспоживання відбувається не тільки від того, що нова архітектура більш енергоефективна, ніж архітектура попереднього покоління (два шейдерних ядра Kepler використовують близько 90% живлення, необхідного одному ядру Fermi), але й тому, що уніфікація тактової частоти призводить до зниження частоти шейдерних блоків, що в свою чергу серйозно знижує енергоспоживання
Покращена програмованість досягнута за рахунок введення нової моделі обробки текстур, яка не вимагає прив'язки до CPU.
Покращення продуктивності досягнуто за рахунок впровадження абсолютно нових контролера пам'яті та шини. У свою чергу це дозволило підняти тактову частоту пам'яті до 6 ГГц, що все ще нижче, ніж теоретично максимальні для GDDR5 7 ГГц, але значно більше, ніж частота пам'яті в 4 ГГц при архітектурі попереднього покоління

## Особливості
- Інтерфейс PCI Express 3.0
- DisplayPort 1.2
- HDMI 1.4a 4K x 2K
- Purevideo VP5
- Підтримка до 4 -х незалежних 2D дисплеїв, або 3 стереоскопічних / 3D дисплеїв
- Next Generation Streaming Multiprocessor (SMX)
- GPU Boost
- Підтримка TXAA
- Динамічний паралелізм
- Hyper-Q
- NVIDIA GPUDirect (тільки для Tesla)

### Архітектура Next Generation Streaming Multiprocessor (SMX)
Архітектура Kepler використовує нову потокову мультипроцесорну архітектуру під назвою «SMX». SMX є причиною енергетичної ефективності Kepler, оскільки весь графічний процесор використовує єдину уніфіковану тактову частоту. Таке використання дозволяє ядрам CUDA споживати на 90% менше енергії, ніж CUDA ядра архітектури Fermi.

### GPU Boost
GPU Boost є новою функцією, яка приблизно аналогічна турбо розгону центрального процесора. Частота, при якій графічний процесор завжди гарантовано працює, називається базовою частотою. Ця тактова частота встановлена на рівні, який гарантуватиме, що графічний процесор залишається в межах специфікації TDP, навіть при максимальних навантаженнях.

### ПідтримкаMicrosoft Direct3D
Графічні процесори NVIDIA Fermi і Kepler з серії GeForce 600 підтримують специфікацію Direct3D 11.0.

### Підтримка Microsoft DirectX
Графічні процесори серії GeForce 600/700 підтримують DirectX 12. NVIDIA буде підтримувати DX12 API на всіх графічних процесорах, які підтримують Directx11. Вони належать до сімейств архітектур Kepler, Maxwell та Fermi.

### Підтримка TXAA
Ексклюзивом архітектури Kepler є TXAA — новий метод згладжування від Nvidia, який призначений для безпосереднього застосування в ігрових рушіях. TXAA заснований на MSAA. Він призначений для вирішення ключової проблеми в іграх, відомої як мерехтливе або тимчасове накладення.

### Динамічний паралелізм
Динамічний паралелізм можливий для ядра, щоб мати можливість направляти інші ядра. В архітектурі Fermi тільки процесор може направляти ядро, яке бере на себе певну кількість накладних витрат через необхідність взаємодіяти з процесором.

### Grid Management Unit
Включення динамічного паралелізму вимагає нового управління сіткою та системи диспетчерського управління. Grid Management Unit управляє пріоритетом сітки, яка повинна виконуватися. Grid Management Unit може призупинити відправлення нових мереж і черги в очікуванні, поки вони не готові виконуватись, забезпечуючи гнучкість та потужність автономної роботи.

### NVIDIA GPUDirect
Технологія NVIDIA GPUDirect забезпечує більш швидку передачу даних між GPU і іншими пристроями на шині PCIe, знімаючи непотрібне навантаження з CPU. GPUDirect v1.0 дозволяє драйверам пристроїв сторонніх виробників (наприклад, для адаптерів InfiniBand) працювати безпосередньо з драйвером CUDA, уникаючи копіювання даних на CPU. GPUDirect v2.0 забезпечує peer-to-peer (P2P) з'єднання між графічними процесорами в одній системі, уникаючи додаткових витрат ресурсів процесора.

### Під торговою маркоюGeForce
| Модель                          | GeForce GT       | GeForce GT       | GeForce GT       | GeForce GTX       | GeForce GTX       | GeForce GTX       | GeForce GTX       | GeForce GTX 660   | GeForce GTX       | GeForce GTX       | GeForce GTX       | GeForce GTX 770 | GeForce GTX          | GeForce GTX       | GeForce GTX       | GeForce GTX780 Ti |
| Технологічний процес            | 28 nm            | 28 nm            | 28 nm            | 28 nm             | 28 nm             | 28 nm             | 28 nm             | 28 nm             | 28 nm             | 28 nm             | 28 nm             | 28 nm           | 28 nm                | 28 nm             | 28 nm             |                   |
| Код чипу                        | GK107            | GK107            | GK107            | GK107             | GK106             | GK106             | GK106             | GK104             | GK104             | GK104             | GK104             | GK104           | 2× GK104             | GK110             | GK110             | GK110             |
| Розмір чипу                     | 118mm²           | 118mm²           | 118mm²           | 118mm²            | 221mm²            | 221mm²            | 221mm²            | 294mm²            | 294mm²            | 294mm²            | 294mm²            | 294mm²          | 2× 294mm²            | 569mm²            | 569mm²            | 569mm²            |
| Транзисторів                    | 1,3 G            | 1,3 G            | 1,3 G            | 1,3 G             | 2.54 G            | 2.54 G            | 2.54 G            | 3.54 G            | 3.54 G            | 3.54 G            | 3.54 G            | 3.54 G          | 2×                   | 7,1 G             | 7,1 G             | 7,1 G             |
| Частота 3D                      | 797 MHz          | 900 MHz          | 950 MHz          | 1058 MHz          | 928 MHz           | 980 MHz           | 980 MHz           | 823 MHz           | 915 MHz           | 915 MHz           | 1006              | 1045 MHz        | 915 MHz              | 863 MHz           | 837 MHz           | 875 MHz           |
| Частота Turbo                   | Н/Д              | Н/Д              | Н/Д              | Н/Д               | Н/Д               | 1032 MHz          | 1032 MHz          | 888 MHZ           | 980 MHz           | 1006 MHz          | 1058 MHz          | 1084 MHz        | 1019 MHZ             | 902 MHz           | 876 MHz           | 928 MHz           |
| Частота TDP Headroom            | Н/Д              | Н/Д              | Н/Д              | Н/Д               | Н/Д               | 1110 MHz          | 1110 MHz          | 927 MHz           | 1136 MHz          | 1084 MHz          | 1123 MHz          | 1136 MHz        | 1071 MHz             | 1006 MHz          | 1006 MHz          | 1020 MHz          |
| Максимальна температура з Turbo |                  |                  |                  |                   |                   |                   |                   |                   |                   | 94 °C             | 94 °C             | 80 °C           |                      | 80 °C             | 80 °C             | 80 °C             |
| Блоків ROP                      | 16               | 16               | 16               | 16                | 16                | 24                | 24                | 24                | 24                | 32                | 32                | 32              | 2× 32                | 48                | 48                | 48                |
| Блоків TMU                      | 32               | 32               | 32               | 32                | 64                | 64                | 80                | 96                | 112               | 112               | 128               |                 | 2× 128               | 192               | 224               | 240               |
| Кількість ядер Cuda             | 384              | 384              | 384              | 384               | 768               | 768               | 960               | 1152              | 1344              | 1344              | 1536              | 1536            | 2× 1536              | 2304              | 2688              | 2880              |
| Кількість FP32                  | 320              | 320              | 320              | 320               | 640               | 640               | 800               | 912               | 1064              | 1064              | 1216              | 1216            | 2× 1216              | 1824              | 1344              | 2280              |
| Кількість FP64                  | —                | —                | —                | —                 | —                 | —                 | —                 | 48                | 56                | 56                | 64                | 64              | 2× 64                | 96                | 896               | 120               |
| Кількість SFU                   | 64               | 64               | 64               | 64                | 128               | 128               | 160               | 192               | 224               | 224               | 256               | 256             | 2× 256               | 384               | 448               | 480               |
| Кількість GPC                   | 1                | 1                | 1                | 1                 | 2                 | 2                 | 3                 | 3                 | 4                 | 4                 | 4                 | 4               | 2× 4                 | 5                 | 5                 | 5                 |
| Кількість SMX                   | 2                | 2                | 2                | 2                 | 4                 | 4                 | 5                 | 6                 | 7                 | 7                 | 8                 | 8               | 2× 8                 | 12                | 14                | 15                |
| TDP                             | 50 Watts         | 65 Watts         | 75 Watts         | 65 Watts          | 85 Watts          | 130 Watts         | 140 Watts         | 130 Watts         | 150 Watts         | 170 Watts         | 195 Watts         | 230 Watts       | 300 Watts            | 250 Watts         | 250 Watts         | 250 Watts         |
| Тип пам'яті                     | DDR3             | DDR3             | GDDR5            | GDDR5             | GDDR5             | GDDR5             | GDDR5             | GDDR5             | GDDR5             | GDDR5             | GDDR5             | GDDR5           | GDDR5                | GDDR5             | GDDR5             | GDDR5             |
| Можливе навантаження            | 1/2 Go           | 1 Go             | 1/2 Go           | 1/2 Go            | 1 Go              | 1/2 Go            | 2 Go              | 1,5/3 Go          | 2/3 Go            | 2/4 Go            | 2/4 Go            | 2/4 Go          | 2×                   | 3 Go              | 6 Go              | 3 Go              |
| Тактова частота пам'яті         | 1782 MHz         | 1782 MHz         | 1250 MHz         | 1250 MHz          | 1350 MHz          | 1500 MHz          | 1500 MHz          | 1450              | 1500 MHz          | 1500 MHz          | 1500 MHz          | 1750 MHz        | 1500 MHz             | 1500 MHz          | 1500 MHz          | 1750 MHz          |
| Ширина шини пам'яті             | 128 bits         | 128 bits         | 128 bits         | 128 bits          | 128 bits          | 192 bits          | 192 bits          | 192 bits          | 192 bits          | 256 bits          | 256 bits          | 256 bits        | 2×                   | 384 bits          | 384 bits          | 384 bits          |
| Пропускна здатність пам'яті     | 28,5 Go/s        | 28,5 Go/s        | 80 Go/s          | 80 Go/s           | 86,4 Go/s         | 144,2 Go/s        | 144,2 Go/s        | 134 Go/s          | 144,2             | 192,3 Go/s        | 192,3 Go/s        | 209 Go/s        | 250 Go/s             | 2×                | 268 Go/s          | 268 Go/s          |
| Фільтрація пікселів             | 12,8             | 14,4             | 15,2             | 16,9              | 14,8              | 23,5              | 23,5              | 19,8              | 21,9              | 29,3              | 32,2              |                 | 2× 29,3              | 27,6              | 33,5              | 42,0 Gpixels/s    |
| Turbo                           | Н/Д              | Н/Д              | Н/Д              | Н/Д               | Н/Д               | 26,6              | 26,6              | 22,3              | 27,3              | 34,7              | 35,9              |                 | 2× 34,3              | 40,2              | 40,2              | 44,54 Gpixels/s   |
| Фільтрація текстур              | 25,5             | 28,8             | 30,4             | 33,9              | 59,4              | 62,7              | 78,4              | 79                | 102,5             | 102,5             | 128,8             |                 | 2× 117,1             | 166               | 187,5             | 210,0 Gtexels/s   |
| Turbo                           | Н/Д              | Н/Д              | Н/Д              | Н/Д               | Н/Д               | 71                | 88,8              | 89                | 127,2             | 121,4             | 143,7             |                 | 2×                   | 193               | 225,3             | 222,72 Gtexels/s  |
| Геометрична фільтрація          | 797 Mtriangles/s | 900 Mtriangles/s | 950 Mtriangles/s | 1058 Mtriangles/s | 1856 Mtriangles/s | 1960 Mtriangles/s | 2450 Mtriangles/s | 2469 Mtriangles/s | 3203 Mtriangles/s | 3203 Mtriangles/s | 4024 Mtriangles/s |                 | 2× 3660 Mtriangles/s | 5178 Mtriangles/s | 5859 Mtriangles/s | 5250 Mtriangles/s |
| Turbo                           | Н/Д              | Н/Д              | Н/Д              | Н/Д               | Н/Д               | 2220 Mtriangles/s | 2775 Mtriangles/s | 2781 Mtriangles/s | 3976 Mtriangles/s | 3794 Mtriangles/s | 4492 Mtriangles/s |                 | 2× 4284 Mtriangles/s | 6036 Mtriangles/s | 7042 Mtriangles/s | 5555 Mtriangles/s |
| Розрахунок з одинарною точністю | 612,1            | 691,2 Gflo/s     | 729,6 Gflo/s     | 812,5             | 1425,4            | 1505,3 Gflo/s     | 1881,6            | 1896,2            | 2459,5 Gflo/s     | 2459,5 Gflo/s     | 3090,4            |                 | 2× 2810,9            | 3977 Gflo/s       | 4500 Gflo/s       | ?                 |
| Turbo                           | Н/Д              | Н/Д              | Н/Д              | Н/Д               | Н/Д               | 1704,9            | 2131,2            | 2135,8            | 3053,6            | 2913,8            | 3449,9            |                 | 2× 3290,1            | 4636              | 5408,3            | 5040 Gflo/s       |
| Розрахунок з подвійною точністю | 25,7 Gflo/s      | 28,8 Gflop/s     | 30,4 Gflop/s     | 33,9 Gflop/s      | 59,4 Gflop/s      | 62,7 Gflop/s      | 78,4 Gflop/s      | 79 Gflop/s        | 102,5 Gflop/s     | 102,5 Gflop/s     | 128,8 Gflop/s     |                 | 2× 117,1 Gflop/s     | 166 Gflo/s        | 1499,9 Gflop/s    | ?                 |
| Turbo                           | Н/Д              | Н/Д              | Н/Д              | Н/Д               | Н/Д               | 71                | 88,8              | 89                | 127,2             | 121,4             | 143,7             |                 | 2×                   | 193               | 1523              | 210 Gflo/s        |
| Поточна ціна (Квітень 2013)     | 45€              | 79€              | 79€              | 99€               | 119€              | 169€              | 179€              | 185€              | 255€              | 340€              | 450€              |                 | 840€                 | 650€              | 980€              | 700€              |

### Під торговою маркоюQuadro
| Модель                          | Quadro 410       | Quadro K600      | Quadro K2000     | Quadro K4000      | Quadro K5000      | Quadro K6000    | Quadro K7000      |
| ------------------------------- | ---------------- | ---------------- | ---------------- | ----------------- | ----------------- | --------------- | ----------------- |
| Технологічний процес            | 28 nm            | 28 nm            | 28 nm            | 28 nm             | 28 nm             | 28 nm           | 28 nm             |
| Чип                             | GK107            | GK107            | GK107            | GK106             | GK104             | GK110           | GK110             |
| Розмір чипу                     | 118mm²           | 118mm²           | 118mm²           | 221mm²            | 294mm²            | 550mm²          | 550mm²            |
| Транзисторів                    | 1.27 G           | 1.27 G           | 1.27 G           | 2.54 G            | 3.54 milliards    | 7.10 G          | 7.10 G            |
| Частота GPU                     | 706 MHz          | 876 MHz          | 954 MHz          | 811 MHz           | 705 MHz           | 705 MHz         | 735 MHz           |
| Потоки процесорів               | 192              | 192              | 384              | 768               | 1536              | 2496            | 2688              |
| Кількість блоків TMU            | 16               | 16               | 32               | 64                | 128               | 208             | 224               |
| Кількість блоків ROP            | 8                | 16               | 16               | 24                | 32                | 40              | 48                |
| Кількість блоків SMX            | 1                | 1                | 2                | 4                 | 8                 | 14              | 15                |
| Кількість GPC                   | 1                | 1                | 1                | 2                 | 4                 | 5               | 5                 |
| TDP                             | 38 Watts         | 41 Watts         | 51 Watts         | 80 Watts          | 122 Watts         | 225 Watts       | 250 Watts         |
| Тип пам'яті                     | DDR3             | DDR3             | GDDR5            | GDDR5             | GDDR5             | GDDR5           | GDDR5             |
| Пам'ять                         | 512 Mo           | 1 Go             | 2 Go             | 3 Go              | 4 Go              | 5 Go            | 6 Go              |
| Частота пам'яті                 | 891 MHz          | 891 MHz          | 1000 MHz         | 1404 MHz          | 1350 MHz          | 1300 MHz        | 1300 MHz          |
| Ширина шини                     | 64 Bits          | 128 Bits         | 128 Bits         | 192 Bits          | 256 Bits          | 320 Bits        | 384 Bits          |
| Ширина смуги                    | 13,3 Go/s        | 26,5 Go/s        | 59,6 Go/s        | 125,5 Go/s        | 160,9 Go/s        | 193,7 Go/s      | 232,5 Go/s        |
| Фільтрація пікселів             | 5,6 Gpixels/s    | 14 Gpixels/s     | 15,3 Gpixels/s   | 19,5 Gpixels/s    | 22,6 Gpixels/s    | 28,2 Gpixels/s  | 35,3 Gpixels/s    |
| Фільтрація текстур              | 11,3 Gtexels/s   | 14 Gtexels/s     | 30,5 Gtexels/s   | 51,9 Gtexels/s    | 90,2 Gtexels/s    | 146,6 Gtexels/s | 164,6 Gtexels/s   |
| Геометрична фільтрація          | 706 Mtriangles/s | 876 Mtriangles/s | 954 Mtriangles/s | 1622 Mtriangles/s | 2820 Mtriangles/s | 4935 MTr/s      | 5513 Mtriangles/s |
| Розрахунок з одинарною точністю | 271,1 Gflo/s     | 336,4 Gflo/s     | 732,7 GFLOP/s    | 1245,7 Gflo/s     | 1082,9 GFLOP/s    | 3519,4 Gflo/s   | 3951,4 Gflo/s     |
| Розрахунок з подвійною точністю | 11,3 Gflo/s      | 14 Gflo/s        | 30,5 Gflo/s      | 51,9 Gflo/s       | 90,2 Gflo/s       | 1173,1 Gflo/s   | 1317,1 Gflo/s     |
| Дата випуску                    | 7 серпня 2012    | 1 березня 2013   | 1 березня 2013   | 1 березня 2013    | 17 серпня 2012    | 1 червня 2013   | — 2013            |

### Чипи Kepler
- GK104
- GK106
- GK107
- GK110
- GK208
- Tegra K1 включає Kepler IGP